# Temelucha aristoteliae
Temelucha aristoteliae är en stekelart som beskrevs av Dasch 1979. Temelucha aristoteliae ingår i släktet Temelucha och familjen brokparasitsteklar. Inga underarter finns listade i Catalogue of Life.